# كونيو كاتو
كونيو كاتو (باليابانية: 加藤久仁生؛ بالكانا: かとう くにお) هو رسام رسوم متحركة ورسام توضيحي ومخرج ياباني، ولد في 24 أبريل 1977 في كاغوشيما في اليابان.

## وصلات خارجية
- الموقع الرسمي
- كونيو كاتو على موقع IMDb (الإنجليزية)
- كونيو كاتو على موقع قاعدة بيانات الفيلم (الإنجليزية)
- كونيو كاتو على موقع كينوبويسك (الروسية)
- كونيو كاتو على موقع ANN person (الإنجليزية)